# Živka Komac
Živka Komac, slovenska pesnica, * 20. december 1949, Nazarje pri Mozirju

## Življenje in delo
Živka Komac se je rodila 20. decembra 1949 v občini Nazarje pri Mozirju. 
Živela je z mamo vdovo in dvema polbratoma. Mati se je sama težko prebijala, a je bila izredno skrbna in ljubeča in je dajala otrokom ljubezni za dva, zato Živka nikoli ni pogrešala očeta, ki ga ni poznala. 
Ko je bila Živka stara dve leti, se je z družino preselila v Kočevje. Po osnovni šoli je obiskovala Gimnazijo Kočevje, a kasneje zaradi težkih finančnih razmer izstopila iz nje in se odločila za delo v Nemčiji, kljub temu, da si je želela študirati medicino. Po letu in pol se je vrnila domov z namenom, da bi gimnazijo dokončala, a ker je bilo nemogoče poloviti zamujeno snov, je prenehala s šolanjem in se zaposlila v Melaminu, kjer je ostala do upokojitve. Tam je spoznala bodočega moža, se poročila in rodila dva otroka. Kasneje je opravila srednjo komercialno šolo v Kočevju.
Živka Komac je že od otroške dobe uživala v poigravanju z besedami in rimami. Šele zgodnja materina smrt v letu 1982, ko je bilo Živki 33 let, pa jo je spodbudila v resno pisanje pesmi. Prvo pesniško zbirko z naslovom Njej je izdala leta 1988. Sledile so Ko čustva še živijo (1999), Razhajanja (2005), (Samo) pesem (me) razume (2008), Gugalnica (2010), Tam nekje med travami (2020) in Zdajšnjina (2022). 
Živka skrbno in rahločutno sledi vsemu, kar jo obdaja. Pravi, da se, kadar se je kaj še posebej dotakne, v njenem prsnem košu nabere implozija čustev in besed, ki nato bruhne iz nje kot vulkan. Teme njenih pesmi tako vedno sledijo dogajanju v njenem osebnem življenju, kot tudi v družbi na sploh. V svojih pesmih obravnava ljubezen, minljivost, bivanjska in okolijska vprašanja ter kritiko družbe. Zadnje zbirke zaznamuje strah pred prihodnostjo zanamcev in soočenje z lastno minljivostjo. Kljub resnim in pogosto žalostnim vprašanjem, s katerimi se ukvarja, pa avtorici nikoli ne zmanjka iskrivosti, nagajivosti in humorja.
Živka svoj prosti čas najraje preživlja v naravi, na svojem vrtičku. Vrsto let aktivno prispeva h kočevski kulturi na različnih področjih: s svojimi literarnimi nastopi aktivno sodeluje z Občino Kočevje, Društvom upokojencev Kočevske, Domom starejših občanov Kočevje, Združenjem borcev za vrednote NOB Kočevje, s kočevskimi šolami in Vrtcem Kočevje. Bila je tudi aktivna članica Kluba literatov Kočevske ter je vrsto let sodelovala na Območnih srečanjih literatov Javnega sklada RS za kulturne dejavnosti.

### Pesniške zbirke za otroke
- Gugalnica, Kočevje : Klub literatov Kočevske : samozal. Ž. Komac, 2010 (COBISS)

### Pesniške zbirke za odrasle
- Njej, Kočevje : s. n., 1988 (COBISS)
- Ko čustva še živijo, Kočevje : samozal., 1999 (COBISS)
- Razhajanja, Kočevje : Klub literatov Kočevske : samozal. Ž. Komac, 2005 (COBISS)
- (Samo) pesem (me) razume, Kočevje : Klub literatov Kočevske : samozal. Ž. Komac, 2008 (COBISS)
- Tam nekje med travami, Kočevje : Društvo upokojencev, 2020 (COBISS)
- Zdajšnjina, Kočevje : samozal. Živka Komac, 2022 (COBISS)

## Nagrade in priznanja
- Priznanje Onino pero (uvrstitev med najboljših deset) za zgodbo Zamolčana resnica, 2016
- Srebrno priznanje Občine Kočevje za dolgoletno pesniško ustvarjanje, aktivno vlogo pri ustvarjanju lokalnega kulturnega življenja in izjemnega človeškega odnosa do pomoči potrebnim, 2012